# Vĩnh Hậu, An Giang
Vĩnh Hậu là một xã thuộc huyện An Phú, tỉnh An Giang, Việt Nam.

## Địa lý
Xã Vĩnh Hậu nằm ở phía đông nam huyện An Phú, có vị trí địa lý:
- Phía đông và phía nam giáp thị xã Tân Châu
- Phía tây giáp xã Vĩnh Trường
- Phía bắc giáp xã Vĩnh Lộc.

Xã Vĩnh Hậu có diện tích 20,13 km², dân số năm 2019 là 6.808 người, mật độ dân số đạt 338 người/km².

## Hành chính
Xã Vĩnh Hậu được chia thành 4 ấp: Vĩnh Bảo, Vĩnh Lịch, Vĩnh Ngữ và Vĩnh Thuấn.

## Lịch sử
Theo địa bạ An Giang được xác lập ngày mùng 3 tháng 6 năm Minh Mệnh thứ 17 (Dương lịch 1836), thôn Vĩnh Hậu thuộc tổng An Lương, huyện Đông Xuyên, phủ Tuy Biên.
Năm 1979, Cù Lao Cở Túc (tức ấp Vĩnh Thạnh) của xã Vĩnh Trường được sáp nhập vào xã Vĩnh Hậu (lúc này cùng thuộc huyện Phú Châu).
Ngày 13 tháng 11 năm 1991 huyện Phú Châu chia lại thành hai huyện An Phú và Tân Châu, xã Vĩnh Hậu thuộc huyện An Phú.